# Departement Holland
Het departement Holland was een departement in de Bataafse Republiek. Het bestond van 1802 tot 1807. De hoofdstad was Den Haag.
Na de staatsgreep van 1801 werd bij wet van 21 juni 1802 de departementale indeling van het rijk vastgesteld. De grenzen van het voormalige gewest Holland werden hersteld. Willemstad, dat eerder had behoord bij het gewest Bataafs-Brabant, werd gevoegd bij het departement Holland.
In 1805 werd Sommelsdijk, dat behoorde tot het departement Zeeland, bij Holland gevoegd.
Na de oprichting van het koninkrijk Holland in 1806 werd bij wet van 13 april 1807 de departementale indeling van het rijk vastgesteld. Hierbij vonden de volgende wijzigingen plaats:
- het departement Holland werd in twee delen gesplitst. Het noordelijke deel vormde het departement Amstelland, het zuidelijke deel het departement Maasland;
- omdat de Maas werd vastgesteld als zuidelijke grens van Maasland, werden de bovendorpen in het Land van Heusden, de plaatsen van het voormalige baljuwschap Zuid-Holland ten zuiden van de Maas (met uitzondering van Werkendam en Dussen) en de plaatsen Willemstad, Klundert, Geertruidenberg en Made, Zevenbergen, Hooge Zwaluwe en Lage Zwaluwe bij het departement Brabant gevoegd.

Bataafs Brabant · Friesland · Gelderland · Holland · Overijssel · Stad en Landen van Groningen · Utrecht · Zeeland